# 패튼트 레더 키드
《패튼트 레더 키드》(The Patent Leather Kid)는 미국에서 제작된 알프레드 샌텔 감독의 1927년 영화이다. 리처드 바델메스 등이 주연으로 출연하였고 알프레드 샌텔 등이 제작에 참여하였다.

## 출연

### 주연
- 리처드 바델메스

### 조연
- 매튜 베츠
- 아서 스톤
- 레이 터너
- 행크 만
- 월터 제임스
- 루시엔 프라이벌
- 나이젤 드 브룰리어
- 프레드 오벡
- 찰스 설리반

## 기타
- 미술: 스티븐 구손